# Biszauł-Ungarowo
Biszauł-Ungarowo (ros. Бишаул-Унгарово) – wieś (dieriewnia) w Rosji, w Baszkortostanie, w rejonie karmaskalińskim. W 2010 liczyła 573 mieszkańców.